# Matteo Garrone
Matteo Garrone (Roma, 15 de octubre de 1968) es un director de cine, guionista y productor cinematográfico italiano.

## Biografía

### Inicios
Hijo del crítico teatral romano Nico Garrone y de la fotógrafa Donatella Rimoldi (hija del actor de los años cuarenta Adriano Rimoldi) se dedica al cine desde joven: después el diploma del instituto artístico en 1986 trabaja como operador técnico y luego se dedica a jornada completa a la pintura. En el 1996 gana el premio Sacher d'Oro con el cortometraje Silhouette, que el año siguiente se convertirá en uno de los tres episodios de su primo largometraje Terra di mezzo, un collage de tres historias de inmigración en Roma en el cual los límites entre ficción y documental son difusos. En el mismo año dirige con Carlo Cresto-Dina un documental en Nueva York sobre el pentecostalismo con el título Bienvenido espirito santo.

### Primeras películas
En 1998 dirige en Nápoles el documental Oreste Pipolo, fotógrafo de bodas. Con Massimo Gaudioso y Fabio Nunziata dirige la película Il caso di forza maggiore, sacado de la narración de Massimo Bontempelli. En el mismo año dirige su segundo largometraje, Ospiti, premiado a la Mostra d'Arte Cinematográfica de Venecia: otra historia de inmigración que confirma el interés del director de cine hacia el realismo. La película Estate romana, del año 2000, se acerca al género de la comedia manteniendo uno estilo casi documentalista. 

### Viraje
El éxito de crítica (todavía no de público) llega en 2002 con L'imbalsamatore con el cual gana el premio David de Donatello al mejor guion. La película marca un viraje en la carrera de Garrone. Libremente inspirado por un hecho de crónica, L'imbalsamatore mezcla elementos de noir en una historia en vilo entre realismo y abstracción pictórica. La misma tensión se encuentra en Primo amore (2004), historia dramática sacada de la crónica, que habla de un hombre obsesionado por la delgadez femenina y por el control absoluto sobre su amor.

### Éxito
En 2008 sale en los cinemas italianos Gomorra, sacado desde el libro-encuesta de Roberto Saviano, que consagra en definitiva el director de cine: la película gana el Grand Prix en el Festival de Cannes y otros reconocimientos como mejor película, dirección, guion, fotografía, interpretación masculina en los European Film Awards y una nominación al Golden Globe.
En 2012 gana de nuevo el Grand Prix en el Festival de Cannes con la película Reality. En 2013 dirige un anuncio publicitario para Bulgari interpretado por Eric Bana.
En 2018 estrena en la competencia oficial del Festival de Cannes su largometraje Dogman, donde su protagonista, Marcello Fonte, fue premiado como mejor actor.

## Filmografía

### Director de cine
Largometrajes
- Terra di mezzo  (1997)
- Ospiti (1998)
- Estate romana (2000)
- L'imbalsamatore (2002)
- Primo amore (2004)
- Gomorra (2008)
- Reality (2012)
- Tale of Tales (2015)
- Dogman (2018)
- Pinocho (2019)
- Yo capitán (2023)

Cortometrajes
- Silhouette (1996)
- Bienvenido espirito santo (1997)
- Il caso di forza maggiore (1998)
- Oreste Pipolo, fotografo di matrimoni (1998)

Spot publicidario
- Bulgari (2013)

### Productor
- Pranzo di ferragosto (2008), director de cine Gianni Di Gregorio

## Premios y distinciones
Festival Internacional de Cine de Cannes
| Año  | Categoría               | Película | Resultado |
| ---- | ----------------------- | -------- | --------- |
| 2008 | Gran Premio del Jurado: | Gomorra  | Ganador   |
| 2012 | Gran Premio del Jurado  | Reality  | Ganador   |

Festival Internacional de Cine de Venecia
| Año  | Categoría                                   | Película      | Resultado |
| ---- | ------------------------------------------- | ------------- | --------- |
| 1998 | Premio FEDIC-Mención especial               | Ospiti        | Ganador   |
| 1998 | IN-COMPETITION                              | Ospiti        | Ganador   |
| 2015 | Premio Starlight Cinema a la mejor película | Tale of Tales | Ganador   |

- Premio David de Donatello:
  - Premio David de Donatello a el mejor guion en el David di Donatello 2003 para L'imbalsamatore
  - David de Donatello a la mejor película en el David de Dontaello 2009 para Gomorra
  - Premio David de Donatello para el mejor director de cinema en el David di Donatello 2009 para Gomorra
  - Premio David de Donatello a el mejor guion al David di Donatello 2009 para Gomorra
- Premios del Cine Europeo:
  - Premio del Cine Europero a la mejor película europea en los Premios del Cine Europeo 2008 para Gomorra
  - Premio del Cine Europeo al mejor director europeo en los Premios del Cine Europeo 2008 para Gomorra
  - Premio del Cine Europeo al mejor guionista europeo en los Premios del Cine Europeo 2008 para Gomorra
- Premios Globo de Oro:
  - Nominación Premio Globo de Oro a la mejor película extranjera en los Premios Globo de Oro 2009 para Gomorra
- British Academy of Film and Television Arts:
  - Nominación BAFTA a la mejor película en los Premios BAFTA 2009 para Gomorra